# Bucchianico
Bucchianico är en stad och en kommun i provinsen Chieti i regionen Abruzzo i Italien. Kommunen hade 5 074 invånare (2018) gränsar till kommunerna Casacanditella, Casalincontrada, Chieti, Fara Filiorum Petri, Ripa Teatina, Roccamontepiano, Vacri och Villamagna.